# Гончаров, Виктор Иванович (шахматный тренер)
Виктор Иванович Гончаров — международный арбитр и международный организатор игр по шахматам. Разработчик наглядно-образного метода обучения шахматам детей младшего возраста. Заслуженный тренер по шахматам.

## Биография
Родился 29 ноября 1951 г. в г. Кировабад (Гянджа) Азербайджанской ССР.
Учился в школе N 11 с 1958 по 1966 год.
В 1970 году с отличием окончил Кировабадский строительный техникум имени А. А. Дадашева . С 1970 по 1972 год служба в Советской армии.
В 1976 году окончил Государственный центральный ордена Ленина институт физической культуры (ГЦОЛИФК). В период учебы на специализации шахмат за разработку темы: « Проблема формирования самостоятельности у юных шахматистов». (Научные руководители :Станкин М. И.и Гольдберг Г. А.) — вторая премия и поощрительная поездка на практику в Чехословакию (Прага, Карлов Универститет.1975 г.)
С 1976 года живёт и работает в Набережных Челнах. Лауреат медали имени М. И. Чигорина — 1988 г. Заслуженный тренер РСФСР по шахматам с 1992 года. Международный арбитр по шахматам с 2005 года. Популяризатор и один из создателей наглядно-образного метода обучения шахматам. Международный организатор с 2011 года, академик ШАРП (Шахматная академия российских провинций) и академик МГА (Международная гуманитарная академия) ЮНЕСКО (Европа-Азия).
Под его непосредственным руководством и участии был построен шахматный клуб (самый крупный в России на тот момент времени 1987 год) и создана школа челнинских шахмат. Впервые внедрено в обиход понятие шахматизация региона. При его участии выросли педагогические, судейские и спортивные кадры в городе Набережные Челны и в Республике Татарстан. В Набережных Челнах были проведены крупные соревнования (Первое командное первенство СССР 1988 г., Матчи « ЕвроАзия — Татарстан», Первое в России детское командное первенство Европы при поддержке Костьева А. Н.. и многие другие.)
Участник финалов по шахматам среди ветеранов (65+) : личных первенств мира (Мариан — Лазко 2016год. Аква-Терминале 2017 год Блед 2018 год) и двух первенств Европы (Норвегия 2017г и Крит 2018). Помог Салову Сергею Александровичу дважды (Эдинбург 1994 год и Роттердам 1996 год) завоевать звание чемпиона мира среди шахматистов с нарушением слуха. Входил в состав первого наблюдательного совета Российской шахматной федерации. Был вице президентом шахматной федерации Татарстана с 1979 по 2022 годы.
Автор книг: «Как стать тренером по шахматам» (Набережные Челны, 2004 год, 132 стр.), «Очерки по шахматной педагогики» (ООО «Сандриз», Набережные Челны, 2002, 192 стр.), «Войди в мир шахмат в своей школе» (ООО «Сандриз» 2005, 168 стр.), «Шахматные сказки» (CD-ROM , Сhess assistant, 2000), «Наглядно-образный метод обучения шахматной игре». Издатель альбомов «Наглядные пособия тренеру по шахматам», «Опорные сигналы для обучения детей шахматной игре». Разработчик программ: «Шахматизация — основная форма развития регионов», «Креативное образование тренера по шахматам», «Креативное образование юных шахматистов». Сформировал основы раздела ТФВ шахматного спорта — «Теория организации в шахматном спорте».

## Награды, признание
Награжден «Медаль имени М. И. Чигорина» (1988 год),
Награждён медалью: «80 лет Гоcкомспорта»,
Награжден медалью «Ветеран труда»,
Присвоено почётное звание «Отличник физической культуры РТ» (декабрь 1998 года),
Присвоено почётное звание: «Отличник физической культуры РФ» (июнь 2012 года),
Отмечен знаком: «За заслуги перед городом Набережные Челны» (август 2012 года),
Присвоено звание «Заслуженный работник физической культуры республики Татарстан» (УП-141 от 21.02.2013).
Награжден почетным знаком «100 лет образования Татарской АССР» (30 августа 2020)